# Spy Kids 2: The Island of Lost Dreams
Spy Kids 2: Island Of Lost Dreams (bra: Pequenos Espiões 2 - A Ilha dos Sonhos Perdidos ou apenas Pequenos Espiões 2; prt: Spy Kids 2 - A Ilha dos Sonhos Perdidos) é um filme estado-unidense de 2002, dos gêneros  comédia, aventura, ação e espionagem, escrito e dirigido por Robert Rodriguez.
É o segundo filme desta trilogia de espiões mirins, que se iniciou com Spy Kids e continuou com Spy Kids 3-D: Game Over e Spy Kids: All the Time in the World.

## Sinopse
Os garotos espiões estão de volta em mais uma aventura. Desta vez, Carmen (Alexa Vega) e Juni (Daryl Sabara) são recrutados para recuperar um dispositivo que ameaça o mundo inteiro. A rivalidade entre os 'pequenos espiões' é muito grande, e Gary (Matt O'Leary) e Gerti (Emily Osment) Giggles se dão bem,o que deixa Juni indignado. Carmen e Juni dão um jeito de ir para a missão 'Ukata', mas mal sabem eles que nem tudo sairá como esperam. Eles pararão numa ilha cheia de monstros, lá contarão com Romero (Steve Buscemi). Eles contam também com as habilidades de seus pais - e de seus avós espiões - para um trabalho em família.

## Elenco
- Taylor Momsen - Alexandra
- Lindy Booth - Sarah Cortez (Dubbing Voice)
- Alexa Vega - Carmen Cortez
- Daryl Sabara - Juni Cortez
- Antonio Banderas - Gregorio Cortez
- Carla Gugino - Ingrid Cortez
- Ricardo Montalbán - Vovô
- Holland Taylor - Vovó
- Steve Buscemi - Romero
- Matt O´Leary - Gary Giggles
- Emily Osment - Gerti Giggles
- Mike Judge - Donnagon Giggles
- Danny Trejo - Machete